# Трусово (городской округ Солнечногорск)
Трусово — деревня в Московской области России. Входит в городской округ Солнечногорск. Население — 24 чел. (2010).

## География
Деревня Трусово расположена на севере Московской области, в западной части округа, примерно в 16 км к югу от города Солнечногорска, в 38 км к северо-западу от Московской кольцевой автодороги, на берегу Истринского водохранилища. Восточнее проходит Пятницкое шоссе Р111. В деревне две улицы — Лесная и Сосновая. Ближайший населённый пункт — деревня Соколово.

## История
В «Списке населённых мест» 1862 года Трусово — казённая деревня 2-го стана Звенигородского уезда Московской губернии на тракте из города Воскресенска в город Клин, в 34 верстах от уездного города, при реке Катыше, с 15 дворами и 123 жителями (63 мужчины, 60 женщин).
По данным на 1890 год — деревня Пятницкой волости Звенигородского уезда со 162 душами населения.
В 1913 году — 26 дворов.
По материалам Всесоюзной переписи населения 1926 года — деревня Соколовского сельсовета Пятницкой волости Воскресенского уезда Московской губернии на Пятницком шоссе, в 9,6 км от станции Поворово Октябрьской железной дороги, проживало 129 жителей (56 мужчин, 73 женщины), насчитывалось 30 хозяйств, среди которых 27 крестьянских, имелась водяная мельница.
С 1929 года — населённый пункт в составе Солнечногорского района Московского округа Московской области. Постановлением ЦИК и СНК от 23 июля 1930 года округа как административно-территориальные единицы были ликвидированы.
1929—1957, 1960—1963, 1965—1994 гг. — деревня Соколовского сельсовета Солнечногорского района.
1957—1960 гг. — деревня Соколовского сельсовета Химкинского района.
1963—1965 гг. — деревня Соколовского сельсовета Солнечногорского укрупнённого сельского района.
В 1994 году Московской областной думой было утверждено положение о местном самоуправлении в Московской области, сельские советы как административно-территориальные единицы были преобразованы в сельские округа.
С 1994 до 2006 гг. деревня входила в Соколовский сельский округ Солнечногорского района..
С 2005 до 2019 гг. деревня включалась в Соколовское сельское поселение Солнечногорского муниципального района.
С 2019 года деревня входит в городской округ Солнечногорск, в рамках администрации которого деревня относится к территориальному управлению Соколовское.

## Население
| 1852 | 1859 | 1890 | 1899 | 1926 | 1932 | 1966 |
| ---- | ---- | ---- | ---- | ---- | ---- | ---- |
| 145  | ↘123 | ↗162 | ↘160 | ↘129 | ↗134 | ↘45  |
| 1998 | 2002 | 2010 |      |      |      |      |
| ↘19  | ↗27  | ↘24  |      |      |      |      |